# Páró
Páró (románul: Părău) település és községközpont Romániában, Erdélyben, Brassó megyében.

## Fekvése
Fogarastól keletre fekvő település.

## Nevének eredete
Debren neve szlovákul: völgytorok, szakadék. (Páróra talál).

## Története
Árpád-kori település. Nevét már 1235-ben említette oklevél Bernardum de Debran... sac. ... Ultrasilvane dioc formában. Egyháza felett ekkor az erdélyi püspök és az esztergomi érsek pereskedett.
1527-ben Pereu, 1532-ben Porro, 1808-ban Parró aliis Porro h., Berau g., Pareu val., 1861-ben Páró Fo (25). 1888-ban Páró (Pareu), 1913-ban Páró néven írták.
1471-1625 között Brassó város birtoka, 1634-ben pedig Parroh néven I. Rákóczi György birtoka volt.
A trianoni békeszerződés előtt Fogaras vármegye Sárkányi járásához tartozott.
1910-ben 1162 lakosából 3 magyar, 1138 román volt. Ebből 1152 görögkeleti ortodox volt.

## Képek

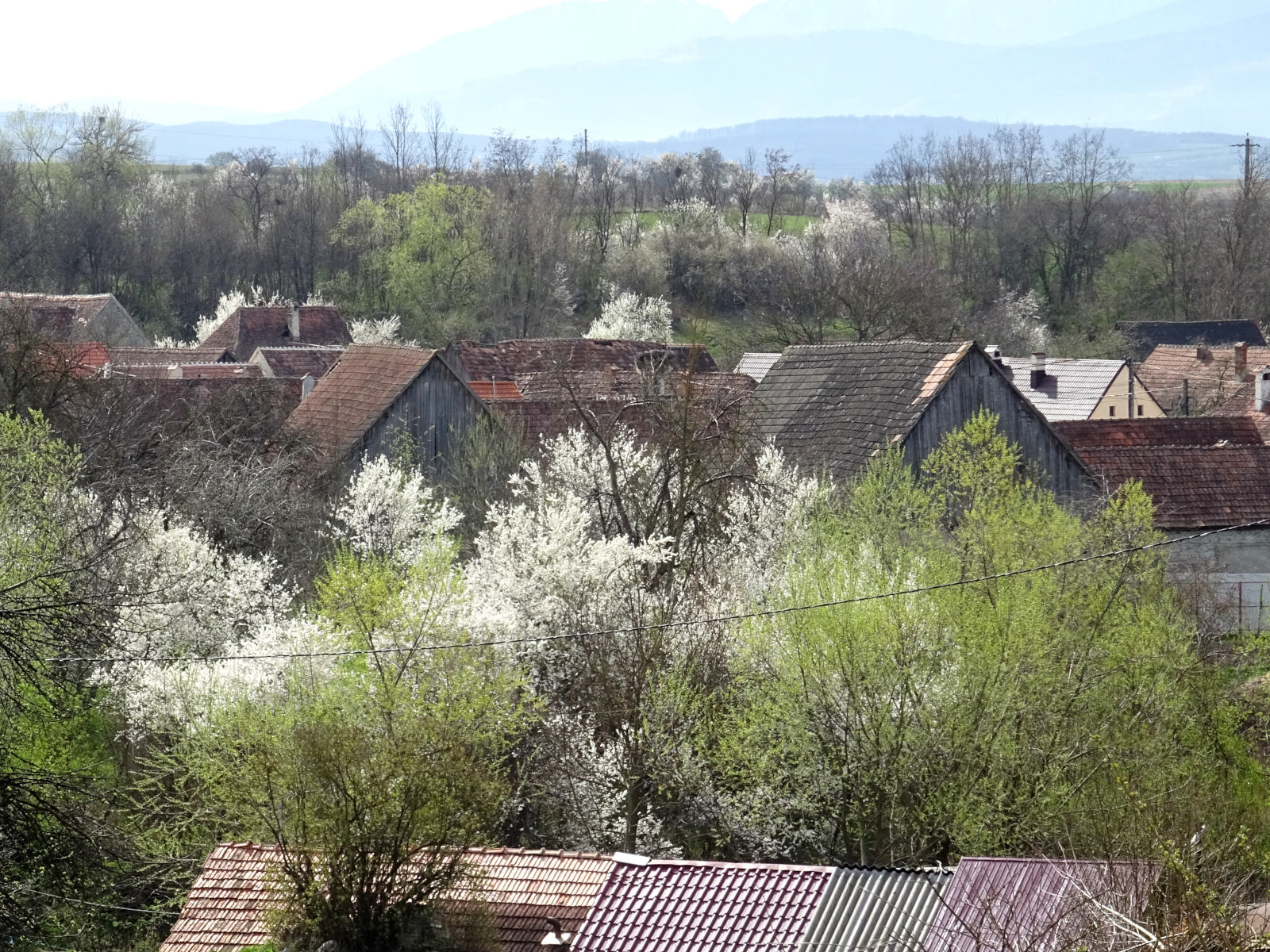
Falukép
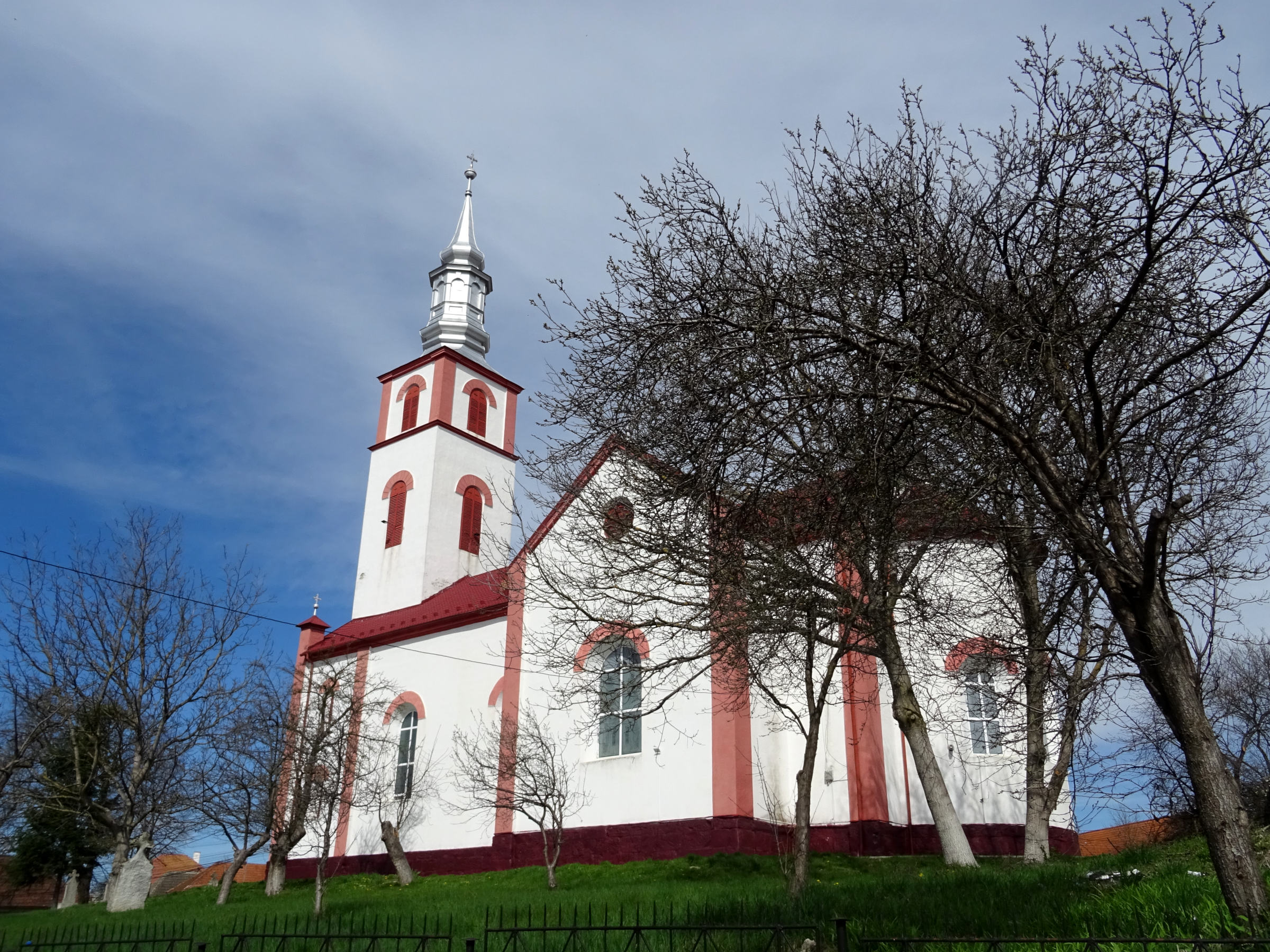
Az ortodox templom
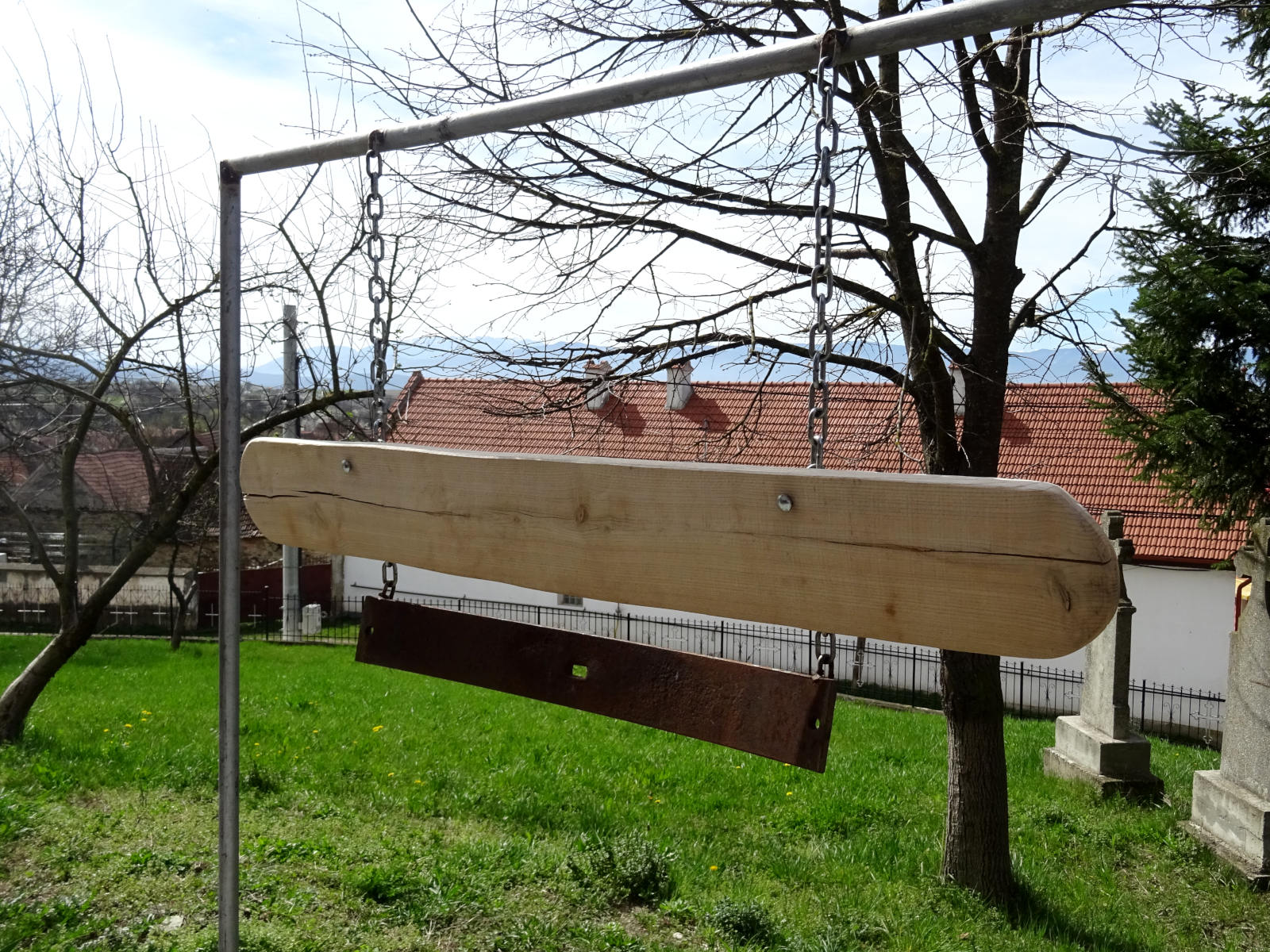
Szimandron